# Edgar Allan Poe (Hörspielserie)
Edgar Allan Poe ist eine von Melchior Hala im Auftrag von Lübbe Audio geschaffene Hörspielserie. Regie führen die erfolgreichen Regisseure Simon Bertling und Christian Hagitte, die ebenfalls für die Hörspielmusik der Serie verantwortlich sind. Sie erschien von November 2003 bis August 2009 im Lübbe Audio Verlag und richtet sich an ein erwachsenes Publikum.

## Inhalt
Ich-Erzähler und Protagonist des Hörspiels ist ein Mann, der sein Gedächtnis verloren zu haben scheint. Da er sich weder an sein bisheriges Leben, noch an seinen richtigen Namen erinnern kann, kommt er auf die Idee, sich Edgar Allan Poe zu nennen. Er ist zunächst Insasse einer Irrenanstalt, macht sich aber schließlich auf die Suche nach seiner wahren Identität.
Das Hörspiel vermischt sehr frei nicht nur die Inhalte Poes zahlreicher Erzählungen und Gedichte, indem etliche dort auftauchende Charaktere eine mehr oder weniger ausführliche Rolle erhalten, wie z. B. Doktor Templeton (aus A Tale of the Ragged Mountains), es werden auch Personen oder Inhalte aus Werken anderer bekannter Autoren (z. T. Zeitgenossen Poes) in die Geschichte eingewoben, so Ismael, der Ich-Erzähler aus Herman Melvilles Werk Moby-Dick, Israel Hands, der Pirat aus Robert Louis Stevensons Die Schatzinsel, auch Ben Gunn stammt aus der Schatzinsel. Ein Barkeeper names „Rick“ kommt vor, der aus Rick’s Café Américan des Films Casablanca stammen könnte. Bei ihm gibt es u. a. Fleischpasteten aus Menschenfleisch, wie in Sweeney Todd – Der teuflische Barbier aus der Fleet Street.
Aber es kommen auch reale Personen vor, die Poe tatsächlich persönlich kannte, so  George Rex Graham, Gründer und Verleger von Graham's Magazine, eine Literaturzeitschrift, für die Poe kurzzeitig arbeitete. Außerdem tauchen auf: sein Widersacher Rufus Wilmot Griswold sowie ein weiterer Widersacher, Neilson Poe, Cousin 2. Grades von Poe. Aber auch Poes Schwester Rosalie hat eine Rolle.
Auch Orte, die mit Poe direkt oder indirekt in Verbindung standen, werden zu Schauplätzen der Handlung, so Poes Geburtsstadt Boston, New York oder Baltimore, die Stadt, in der er starb. Aber auch Sleepy Hollow aus Washington Irvings Werk ist Handlungsort an dem der kopflose Reiter auftaucht.

## Besonderheiten
Außergewöhnlich im Vergleich zu anderen kommerziellen Hörspielserien ist vor allem die Wahl der Schauspieler, allen voran Ulrich Pleitgen in der Titelrolle, der sein gesamtes schauspielerisches Können in die Rolle des verzweifelten Poes legt, sowie Iris Berben als mysteriöse Weggefährtin Poes. Die vielfach ausgezeichnete Darstellerin hat bis heute in keiner anderen Hörspielserie mitgewirkt. 
Ferner wurde eigens für die Serie ein klassischer Soundtrack komponiert, der von einem echten Orchester eingespielt wurde. Die einzelnen Staffeln werden mit einem Abspannsong von bekannten Bands oder Künstlern abgeschlossen.
Die Cover-Motive der Serie stammen vom Fotografen und Poe-Kenner Simon Marsden.

## Auszeichnungen
2004 wurde die Serie mit dem Deutschen Phantastik Preis in der Kategorie Hörbuch/Hörspiel ausgezeichnet.
2006 war sie in der Kategorie Das Besondere Hörbuch für den Deutschen Hörbuchpreis nominiert.

## Einstellung
Im März 2010 wurde die Serie offiziell eingestellt. Als Begründung wurden von Lübbe die zu niedrigen Verkaufszahlen und die in großer Zahl im Umlauf befindlichen illegalen Kopien genannt. Der Autor veröffentlichte später eine Sammlung von Materialien zum unveröffentlichten Ende der Hörspielserie auf seiner Homepage.
Zurzeit sind die bisher erschienenen Folgen nur als Download erhältlich.

## Folgen
Erste Staffel (Veröffentlichung: 24. November 2003)

Titelsong von Heinz Rudolf Kunze: Der weiße Rabe
- 01 – Die Grube und das Pendel
- 02 – Die schwarze Katze
- 03 – Der Untergang des Hauses Usher
- 04 – Die Maske des Roten Todes

Zweite Staffel (Veröffentlichung: 14. Dezember 2004)

Titelsong von Orange Blue: I’ve Foreseen This Day
- 05 – Sturz in den Mahlstrom
- 06 – Der Goldkäfer
- 07 – Die Morde in der Rue Morgue
- 08 – Lebendig begraben

Dritte Staffel (Veröffentlichung: 31. August 2005)

Titelsong von L’Âme Immortelle: 5 Jahre
- 09 – Hopp Frosch
- 10 – Das ovale Portrait
- 11 – Der entwendete Brief
- 12 – Eleonora
- 13 – Schweigen

Vierte Staffel (Veröffentlichung: 8. Mai 2006)

Titelsong von We (Band): On the verge to go - Edgar Allan Poe Edit
- 14 – Die längliche Kiste
- 15 – Du hast's getan
- 16 – Das Fass Amontillado
- 17 – Das verräterische Herz

Fünfte Staffel (Veröffentlichung: 12. Dezember 2006)

Titelsong von Mara Kim: A dream within a dream
- 18 – Gespräch mit einer Mumie
- 19 – Die Sphinx
- 20 – Die 1002. Erzählung der Scheherazade
- 21 – Schatten

Sechste Staffel (Veröffentlichung: 15. Mai 2007)

Titelsong von Edgar Allan's Project: Ich bin nicht wahnsinnig
- 22 – Berenice
- 23 – König Pest
- 24 – Der Fall Valdemar
- 25 – Metzengerstein

Siebte Staffel (Veröffentlichung: 11. März 2008)

Titelsong von Christopher Lee: Elenore (EAP Mix)
- 26 – Die Flaschenpost
- 27 – Landors Landhaus
- 28 – Der Mann in der Menge
- 29 – Der Kopf des Teufels

Achte Staffel (Veröffentlichung: 29. November 2008)

Titelsong von Elane: Nen Ar Tasar (You See)
- 30 – Feeninsel
- 31 – Teer und Federn
- 32 – William Wilson
- 33 – Morella

Neunte Staffel (Veröffentlichung: 11. August 2009)

Titelsong von Katharina Franck: Ligeia
- 34 – Ligeia
- 35 – Das Geheimnis von Marie Roget
- 36 – Der Teufel im Glockenturm
- 37 – Die Gestalt des Bösen

Weitere Veröffentlichungen
- Die Grube und das Pendel (dts 5.1. Audio auf DVD-Video)
- Edgar Allan Poe: Visionen (Gedichte und Musik)